# Saulius Ruškys
Saulius Ruškys est un coureur cycliste professionnel lituanien né à Klaipėda le 18 avril 1974.

## Palmarès et résultats

### Palmarès par année
- 1993
  - Stuttgart-Strasbourg
- 1995
  - 6e étape du Circuit franco-belge
- 1998
  - 5e et 7e étapes du Circuit des plages vendéennes
  - Paris-Troyes
  - 2e de Paris-Barentin
  - 3e du Circuit des plages vendéennes
  - 3e du Grand Prix de Beuvry-la-Forêt
- 1999
  -  Champion de Lituanie sur route
  - 1re étape du Tour de Normandie
  - 5e et 7e étapes du Ruban granitier breton
  - Lincoln Grand Prix
  - 1re étape du Tour de la Somme
  - Prix d'Armorique
  - 2e du Tour de Normandie
  - 2e du Ruban granitier breton
  - 2e du Mémorial Philippe Van Coningsloo
  - 2e du Grand Prix de Beuvry-la-Forêt
  - 2e du Prix du Léon
  - 2e de la Gullegem Koerse
- 2000
  - 7e étape du Tour de Normandie
  - 4e étape du Tour de la Somme
  - 2e du Prix de la ville de Soissons
  - 3e de la Puivelde Koerse
  - 3e du championnat de Lituanie sur route
  - 3e du Circuit de l'Aulne
- 2001
  - 3e étape du Regio-Tour
  - 1re étape de Paris-Corrèze
  - 5e étape du Herald Sun Tour
  - 2e du Tour du Stausee
  - 2e du championnat de Lituanie sur route
  - 2e de Paris-Corrèze
- 2002
  - 2e étape des Trois Jours de La Panne
  - 3e du championnat de Lituanie sur route
- 2003
  - 3e étape du Tour de Basse-Saxe
- 2004
  - 1re étape du Tour de la Manche
  - 1re étape du Tour du Limousin
  - 2e du Grand Prix de la ville de Rennes
- 2005
  - 5e étape du Circuit de Lorraine

### Résultats sur les grands tours

#### Tour d'Italie
1 participation
- 2002 : abandon (2e étape)

### Classements mondiaux
| Année           | 2005 |
| --------------- | ---- |
| UCI Europe Tour | 462e |